# Europastraße 13
Die Europastraße 13 (Kurzform: E 13) ist eine europäische Fernstraße, die von Nordengland durch Yorkshire nach London führt. Die Strecke beginnt in Doncaster und führt über Sheffield, Nottingham, Leicester, Northampton und Luton schließlich nach London.
Die E 13 nutzt im Wesentlichen die gleiche Strecke wie der M1 motorway. Als Europastraße ist die Route der E 13 jedoch nicht beschildert. Von größerer Bedeutung im Rahmen des Europastraßennetzwerks ist die E 15.